# 표류일기
"표류일기"는 1997년에 개봉한 대한민국의 영화이다.

## 캐스팅
- 이나리 : 이소연 역
- 전무송 : 노인 역
- 이영하 : 아빠 역
- 선우은숙 : 엄마 역
- 박승호